# Stephensoniella brevipedunculata
Stephensoniella brevipedunculata là một loài rêu tản thuộc họ Exormothecaceae. Đây là loài đặc hữu của Ấn Độ. Chúng hiện đang bị đe dọa vì mất môi trường sống.